# Richard Mabuza
Pour les articles homonymes, voir Mabuza.
Richard Mabuza, né le 3 mars 1946 et mort en 2018, est un athlète swazi, spécialiste du marathon.

## Biographie
Il est médaillé d'or et de bronze aux Jeux africains sur marathon, respectivement en 1978 et en 1973.
Il termine troisième du marathon des Jeux du Commonwealth britannique de 1974, derrière l'Anglais Ian Thompson et le Néo-Zélandais Jack Foster, dans le temps de 2 h 12 min 54 s 4, un record national toujours en vigueur en 2015. Il termine 7e en 1978.
Il fait partie des deux athlètes swazis qui participent pour la première fois aux Jeux olympiques, en 1972, avec une 17e place sur marathon et un abandon en séries du 10 000 mètres.

### Palmarès
| Date | Compétition          | Lieu         | Résultat | Épreuve  | Performance     |
| ---- | -------------------- | ------------ | -------- | -------- | --------------- |
| 1973 | Jeux africains       | Lagos        | 3e       | Marathon | 2 h 34 min 18 s |
| 1974 | Jeux du Commonwealth | Christchurch | 3e       | Marathon | 2 h 12 min 55 s |
| 1978 | Jeux africains       | Alger        | 1er      | Marathon | 2 h 21 min 53 s |

### Records
| Épreuve  | Performance     | Lieu         | Date            |
| -------- | --------------- | ------------ | --------------- |
| 10 000 m | 30 min 8 s 6    |              | 1974            |
| Marathon | 2 h 12 min 55 s | Christchurch | 31 janvier 1974 |